# リーナス・トーバルズ
リーナス・ベネディクト・トーバルズ（Linus Benedict Torvalds、1969年12月28日 - 、 [ˈliːnɵs ˈtuːrvalds]）はフィンランド、ヘルシンキ出身のアメリカ合衆国のプログラマ。Linuxカーネルを開発し、1991年に一般に公開した。その後も、公式のLinuxカーネルの最終的な調整役（もしくは「優しい終身の独裁者」）を務める。
アンドリュー・タネンバウムが開発したカーネルとオペレーティングシステム (OS) であるMINIXに刺激を受け、自宅のパーソナルコンピュータ上で動作可能なUNIX OSの必要性を感じ、自分の趣味の時間と自宅の設備でLinuxカーネルの初期の開発を行った。

## 半生
1969年12月28日、フィンランドの首都ヘルシンキで生まれた。父親はジャーナリストのニルス・トーバルズで母はアンナ。祖父は詩人のオーレ・トーバルズ。両親は1960年代にヘルシンキ大学の左翼活動家であり、父親は1970年代中頃にモスクワに一年留学している共産主義者である（後のリーナスの考えに父親が間接的に影響していることを本人は認めている）。
家族はフィンランド人口のおよそ6％のスウェーデン語を話す少数派（スウェーデン系）に属しており、リーナスの名はライナス・ポーリングにちなんだものだった。1988年から1996年までヘルシンキ大学で学び、Linuxに関する修士論文「Linux: A Portable Operating System（Linux: 移植性の高いオペレーティングシステム）」を書き、計算機科学の修士号を得た。
1990年、ヘルシンキ大学在学中に読んだアンドリュー・S・タネンバウムの『オペレーティングシステム‐設計と理論およびMINIXによる実装』を「人生を変えた本」と述べている。
アメリカ・カリフォルニア州サンノゼに長年住んだあと、2004年6月にオレゴン州ビーバートンの家を購入し、この地域の学校に娘たちを通学させている。家族は、空手で6度のフィンランド選手権優勝経験を持つ妻トーベと、3人の娘・パトリシア・ミランダ、ダニエラ・ヨランダ、セレスタ・アマンダである。
1997年2月から2003年6月までトランスメタ社で働いたあと、オレゴン州ビーバートンにあるOSDLに移籍した。その後OSDLはFSGと合併し、Linux Foundationとなりそのまま在籍している。
シリコンバレーではスティーブ・ジョブスやビル・ジョイに会っている。
リーナスの個人的なマスコットとして、Tuxと名づけられたペンギンがいて、LinuxコミュニティからはLinuxのマスコットとして広く受け入れられている。

## ソフトウェア開発に関する思想
リーナスの活動にインスパイアされたエリック・S・レイモンドがその論文「伽藍とバザール」で述べ著名となったリーナスの法則に「Given enough eyeballs, all bugs are shallow.（目玉の数さえ十分あれば、どんなバグも深刻ではない）」というものがある。深刻なバグというのは見つけづらいもののことを言うが、深刻なバグを探すのに大勢の人がいれば、どんなバグも深刻なものとはならないだろうという希望を述べたものであり、ほぼ経験則として受け入れられている。レイモンドとリーナスは、この信念を基盤にしたオープンソース思想を共有している。
他のオープンソース普及活動家たちとは違って、リーナスは比較的控えめな姿勢を保っているように見られているが、度々マイクロソフトのWindows やAppleのmacOSのような競合するオペレーティングシステム (OS) についての辛辣な批判をしてきた。一方、GNUプロジェクトとは度々対立し、特にトランスメタでの独占的ソフトウェアの開発への従事や、BitKeeperの利用と擁護は、GNU側から批判の的とされている。しかし、マイクロソフトやSCOのような独占的ソフトウェア開発企業による反Linuxを意図したFUDに対しては強く反論する声明を発表してきた。また2004年にはサン・マイクロシステムズが自社開発のSolaris OSをオープンソースにするという発表について「誰もSolarisの出来損ないみたいなOSで遊びたいとは思わないと思うよ。明らかなことは、彼らはコミュニティの立ち上げには相当な時間がかかるだろうということだと思うよ」と述べた。更に続けてデバイスドライバサポートの問題が足を引っ張るだろうという点を指摘し、CNETニュースのインタビューに答えて「Linuxでドライバが足りないとかなんとかいっているようなら、Solaris/x86を見てみるといいよ」と述べるなど、競合している他のOSへの批判には容赦がない。
他の例では、マイクロソフトの上級副社長クレイグ・マンディがオープンソースソフトウェアには新規性はなく、知的財産権を破壊するものだと批判したのに対する反論として送ったEメールの中で次のように述べた。「マンディはアイザック・ニュートン卿について聞いたことがあるのかねえ。彼は古典力学の基礎の構築、りんごの木の話で有名な万有引力の法則を発見した点で著名であるだけでなく、彼がその業績に対して先人への感謝を示したやり方でも有名なんだ。『私がはるかかなたを見渡すことができたのだとしたら、それはひとえに巨人の肩に乗っていたからだ。』（…中略…）私はマンディよりもむしろニュートンの意見を聞いてみたいよ。亡くなってから300年もたちましたけど、あなたの意見はまだ古臭くなってませんよねってね」。

## Linuxの開発
リーナスは元々自身のシステムとしてMINIX OSを使っており、これを自分で作成したOSと置き換え、この自作OSにLinux（Linus's Minix）という作業用の名前をつけた。しかし、この名前はあまりに自己中心的すぎると感じたため、freeとfreakを混ぜてUnixシステムを示すXの文字を足した「Freax」と名づけようとしていた。友人のアリ・レンクはリーナスにそのOSを簡単にダウンロードできるようにネットワークに置くことを勧め、リーナスに自分のFTPサーバを提供したが、アリはFreaxという名前が気に入っていなかったため、リーナスに linux というディレクトリを与えた。
1991年8月、リーナスはこの成果物をUsenetニュースグループ comp.os.minix で公開した 。
現在ではリーナス本人が書いたコードはLinuxカーネルの2％程度しかないものの、カーネルに新しいコードを追加する際の最終的な決定者としての役割を担っている。なお、X Window Systemやgccやパッケージ管理といった、オペレーティングシステム全体にかかわる事項については他の者が行っている。また、多くのLinuxディストリビューションはディストリビューションごとに独自のカーネルバージョンを持っている。リーナスはたとえ開発者の間で行われたものであっても、カーネルに関係しない議論からは距離を置くようにしているようである。リーナスが書き主導してきたLinuxカーネルと、他の大勢の開発者によるソフトウェア（特にGNUソフトウェア）とを一緒にしてLinuxディストリビューションと通称する。さらにこれを単にLinuxと呼ぶものも多い。またGNU/Linuxと呼ぶこともある。リーナス自身およびGNUの創設者リチャード・ストールマンは、GNUベースのディストリビューションは"GNU/Linux"という名称を残すべきだとの姿勢をとっている。
リーナスは「Linux」の商標を保有しており、世界中のLinuxコミュニティの助けも借りて、その使用（および不正使用）を主に非営利団体Linux Internationalを通じて監視している。オープンソース本来の原則からリーナスは、Linuxに商標をつけることそのものを嫌っていたが、1995年に商標を取った。これは赤の他人がLinuxを商標登録したり、脅迫されたりする事態を避けるためである。

## 社会的な認知
Linuxファンの中にはリーナスを神のごとく崇め奉っているものも多いが、彼自身は自著"Just For Fun"（邦題『それがぼくには楽しかったから』）の中でそういう対応に困惑しており迷惑だと感じていると述べている。
- タイム誌の2000年の「今世紀の100人」のインターネット投票で17位に選出された[5]。
- 2000年に、Apple社のスティーブ・ジョブスから引き抜きの打診があった。「アップルのMac OS Xはもっともユーザー数が多いUNIX、というのが口説き文句だった」とリーナスは振り返っている。しかし条件としてLinuxの開発をやめることを求められたことと、Mac OS Xに使われているMachカーネルが大嫌いであったことを理由に、この打診を断った[6]。
- 2001年には武田賞をリチャード・ストールマン、坂村健とともに受賞した。
- 2004年には、タイム誌の世界中で最も影響力のある一人として挙げられた。
- 2004年夏に行われた史上最も偉大なフィンランド人100人の投票で16位に挙げられた。
- 2005年にはビジネスウィーク誌の最も優秀な経営者の一人に選ばれた[7]。
- 2006年に、タイム誌の「60 Years Of Heroes」に選ばれた[8]。
- 2010年にはC&C賞を受賞した。
- 2012年にはミレニアム技術賞を受賞した。
- 2018年にはIEEE井深大コンシューマー・エレクトロニクス賞を受賞した。

## 書籍
- それがぼくには楽しかったから（2001年、小学館集英社プロダクション）ISBN 9784796880015